# Distretto di Batticaloa
Il distretto di Batticaloa è un distretto dello Sri Lanka, situato nella provincia Orientale e che ha come capoluogo Batticaloa.